# Hedysarum laxiflorum
Hedysarum laxiflorum là một loài thực vật có hoa trong họ Đậu. Loài này được Benth. ex Baker f. miêu tả khoa học đầu tiên năm 1876.